# Symphysanodon berryi
Symphysanodon berryi — вид морських окунеподібних риб родини Symphysanodontidae підряду Окуневидні (Percoidei).

## Поширення
Вид зустрічається у Західній Атлантиці: від Північної Кароліни і Бермудських островів до північної частини Південної Америки (включаючи Вест-Індію), в Мексиканській затоці, і Карибському морі; у Південній Атлантиці біля острова Вознесіння, на північ від острова Святої Єлени, а також на захід від острова Пагалу (Екваторіальна Гвінея).

## Опис
Тіло завдовжки до 13 см.

## Спосіб життя
Морський, батидемерсальний вид,  що поширений на глибині 100-490 м.